# Vasily Turyanchik
Vasily Turyanchik   (Chynadiyovo, 17 d'abril de 1935 - 31 de març de 2022) fou un futbolista ucraïnès de la dècada de 1960 i entrenador.
Pel que fa a clubs, defensà els colors de FC Dinamo de Kíev.